# Nationalliga A (Handball) 2014/15
Die Spielzeit 2014/15 war die 66. reguläre Spielzeit der Schweizer Nationalliga A im Handball der Männer. Die Saison begann am 3. September und endete am 26. Mai 2015. Die Playoffs und die Playouts begannen am 6. Mai 2015.

## Modus
Gespielt wurden von den 10 Teams 2 Doppelrunden zu je 18 Spielen.
Danach wurde eine Finalrunde mit den besten 6 Mannschaften aus der Hauptrunde gespielt. Die besten vier Teams ermittelten den Schweizer im Playoff-Stil. Die Halbfinals und der Final wurden nach dem Modus Best-of-Five gespielt.
Die anderen 4 Mannschaften aus der Hauptrunde ermittelten in einer Abstiegsrunde den direkten Absteiger. Die zweitletzte Mannschaft der Abstiegsrunde spielte zwei Barragespiele gegen den Zweiten der Nationalliga B.

## Hauptrunde

### Rangliste
| Pl. |  | Verein                            | Sp. | S  | U | N  | Tore      | Diff. | Punkte  |
| --- |  | --------------------------------- | --- | -- | - | -- | --------- | ----- | ------- |
| 1.  |  | Pfadi Winterthur                  | 18  | 14 | 0 | 4  | 0517:4440 | +73   | 028:80  |
| 2.  |  | Kadetten Schaffhausen (M) (C) SC) | 18  | 13 | 0 | 5  | 0533:4710 | +62   | 026:100 |
| 3.  |  | Wacker Thun                       | 18  | 11 | 3 | 4  | 0514:4420 | +72   | 025:110 |
| 4.  |  | TSV St. Otmar St. Gallen          | 18  | 9  | 3 | 6  | 0472:4510 | +21   | 021:150 |
| 5.  |  | GC Amicitia Zürich                | 18  | 10 | 0 | 8  | 0475:4850 | −10   | 020:160 |
| 6.  |  | HC Kriens-Luzern                  | 18  | 8  | 1 | 9  | 0476:4730 | +3    | 017:190 |
| 7.  |  | BSV Bern Muri                     | 18  | 7  | 1 | 10 | 0470:5020 | −32   | 015:210 |
| 8.  |  | TSV Fortitudo Gossau              | 18  | 5  | 1 | 12 | 0459:5240 | −65   | 011:250 |
| 9.  |  | Lakers Stäfa (R)                  | 18  | 4  | 1 | 13 | 0450:5170 | −67   | 09:270  |
| 10. |  | HSC Suhr Aarau (A)                | 18  | 2  | 4 | 12 | 0457:5140 | −57   | 08:280  |

Stand: 30. April 2015
| Zum Hauptrundenende 2014/15: |                                                                                  |
|                              |                                                                                  |
|                              | Qualifiziert für die Finalrunde                                                  |
|                              | Abstiegsrunde                                                                    |
|                              |                                                                                  |
| Zum Saisonende 2013/14:      |                                                                                  |
| (M) (C) (SC)                 | Schweizer Meister, Cup-Sieger und SuperCup-Sieger 2013/14: Kadetten Schaffhausen |
| (R)                          | Sieger der Auf-/Abstiegsrunde 2013/14: Lakers Stäfa                              |
| (A)                          | Aufsteiger aus der Nationalliga B 2013/14: HSC Suhr Aarau                        |

### Kreuztabelle
Die Kreuztabelle stellt die Ergebnisse aller Spiele dieser Saison dar. Die Heimmannschaft ist in der linken Spalte, die Gastmannschaft mit dem Vereinswappen in der obersten Zeile aufgelistet.
| 2014/15                  | BSV Bern Muri | GC Amicitia Zürich | HC Kriens-Luzern | HSC Suhr Aarau | Kadetten Schaffhausen | Lakers Stäfa | Pfadi Winterthur | TSV Fortitudo Gossau | TSV St. Otmar St. Gallen | Wacker Thun |
| ------------------------ | ------------- | ------------------ | ---------------- | -------------- | --------------------- | ------------ | ---------------- | -------------------- | ------------------------ | ----------- |
| BSV Bern Muri            |               | 24:29              | 20:19            | 26:23          | 24:31                 | 31:29        | 22:29            | 21:25                | 24:30                    | 27:27       |
| GC Amicitia Zürich       | 30:27         |                    | 27:25            | 28:25          | 26:29                 | 32:25        | 23:28            | 28:29                | 26:25                    | 30:28       |
| HC Kriens-Luzern         | 28:25         | 22:19              |                  | 19:21          | 27:26                 | 27:21        | 23:27            | 36:23                | 26:26                    | 33:31       |
| HSC Suhr Aarau           | 30:32         | 23:27              | 33:28            |                | 28:34                 | 25:25        | 28:36            | 28:31                | 20:30                    | 28:28       |
| Kadetten Schaffhausen    | 34:23         | 33:24              | 29:28            | 36:26          |                       | 30:22        | 32:25            | 30:22                | 22:25                    | 25:32       |
| Lakers Stäfa             | 25:31         | 26:25              | 23:30            | 22:31          | 28:35                 |              | 26:28            | 28:30                | 25:22                    | 27:25       |
| Pfadi Winterthur         | 30:27         | 32:30              | 32:23            | 33:22          | 23:26                 | 32:25        |                  | 35:22                | 25:19                    | 22:20       |
| TSV Fortitudo Gossau     | 28:31         | 21:25              | 30:34            | 26:26          | 28:30                 | 28:24        | 24:32            |                      | 22:27                    | 26:28       |
| TSV St. Otmar St. Gallen | 30:31         | 26:27              | 27:22            | 27:27          | 31:26                 | 33:31        | 24:22            | 26:25                |                          | 22:22       |
| Wacker Thun              | 25:24         | 37:19              | 33:26            | 26:23          | 29:25                 | 32:18        | 28:26            | 35:19                | 28:22                    |             |
| Stand: 30. April 2015    |               |                    |                  |                |                       |              |                  |                      |                          |             |

### Tabellenverlauf
|                          | 1  | 2  | 3  | 4  | 5  | 6  | 7  | 8  | 9  | 10 | 11 | 12 | 13 | 14 | 15 | 16 | 17 | 18 |
| ------------------------ | -- | -- | -- | -- | -- | -- | -- | -- | -- | -- | -- | -- | -- | -- | -- | -- | -- | -- |
| Pfadi Winterthur         | 3  | 2  | 1  | 1  | 1  | 1  | 1  | 1  | 1  | 1  | 1  | 1  | 1  | 1  | 1  | 1  | 1  | 1  |
| Kadetten Schaffhausen    | 7  | 4  | 2  | 4  | 3  | 3  | 2  | 2  | 3  | 4  | 4  | 5  | 4  | 3  | 3  | 3  | 3  | 2  |
| Wacker Thun              | 2  | 6  | 4  | 5  | 6  | 6  | 5  | 5  | 4  | 3  | 3  | 3  | 2  | 2  | 2  | 2  | 2  | 3  |
| TSV St. Otmar St. Gallen | 5  | 7  | 3  | 2  | 2  | 2  | 3  | 3  | 2  | 2  | 2  | 2  | 3  | 4  | 5  | 4  | 4  | 4  |
| GC Amicitia Zürich       | 4  | 3  | 5  | 6  | 4  | 4  | 4  | 4  | 5  | 5  | 5  | 4  | 5  | 5  | 4  | 5  | 5  | 5  |
| HC Kriens-Luzern         | 8  | 8  | 7  | 3  | 5  | 5  | 6  | 6  | 6  | 6  | 6  | 6  | 6  | 6  | 6  | 6  | 6  | 6  |
| BSV Bern Muri            | 1  | 1  | 6  | 7  | 7  | 7  | 7  | 9  | 9  | 7  | 7  | 7  | 7  | 7  | 7  | 7  | 7  | 7  |
| TSV Fortitudo Gossau     | 6  | 5  | 8  | 8  | 9  | 9  | 10 | 8  | 9  | 9  | 8  | 8  | 8  | 8  | 8  | 8  | 8  | 8  |
| Lakers Stäfa             | 10 | 9  | 9  | 9  | 8  | 8  | 8  | 7  | 8  | 8  | 9  | 9  | 9  | 9  | 9  | 9  | 9  | 9  |
| HSC Suhr Aarau           | 9  | 10 | 10 | 10 | 10 | 10 | 9  | 10 | 10 | 10 | 10 | 10 | 10 | 10 | 10 | 10 | 10 | 10 |
| Stand: 30. April 2015    |    |    |    |    |    |    |    |    |    |    |    |    |    |    |    |    |    |    |

### Torschützenliste
| Pl. | Spieler               | Tore | Schnitt | Mannschaft               |
| --- | --------------------- | ---- | ------- | ------------------------ |
| 01. | Tomáš Babák           | 182  | 5,1     | TSV St. Otmar St. Gallen |
| 02. | Lukas von Deschwanden | 175  | 6,5     | Wacker Thun              |
| 03. | Filip Ivano Maros     | 159  | 5,5     | Lakers Stäfa             |
| 04. | Vedran Banic          | 157  | 4,4     | TSV St. Otmar St. Gallen |
| 05. | Christoph Piske       | 152  | 5,1     | TSV Fortitudo Gossau     |
| 06. | Ljubomir Josic        | 151  | 5,0     | HSC Suhr Aarau           |
| 07. | Manuel Liniger        | 149  | 4,7     | Kadetten Schaffhausen    |
| 08. | Mario Jelinic         | 147  | 5,2     | GC Amicitia Zürich       |
| 09. | Julian Krieg          | 139  | 4,3     | Pfadi Winterthur         |
| 10. | Jakub Szymanski       | 139  | 3,9     | TSV St. Otmar St. Gallen |

### Zuschauertabelle
|                    | Verein                   | Zuschauer | pro Spiel | Auslastung | ausverkauft |
| ------------------ | ------------------------ | --------- | --------- | ---------- | ----------- |
| 01.                | Wacker Thun              | 18'646    | 1'165     | 58,25 %    | 0/9         |
| 02.                | TSV St. Otmar St. Gallen | 16'384    | 0'963     | 27,51 %    | 0/9         |
| 04.                | Kadetten Schaffhausen    | 13'536    | 0'796     | 23,41 %    | 0/9         |
| 07.                | Pfadi Winterthur         | 12'630    | 0'742     | 32,26 %    | 0/9         |
| 06.                | HC Kriens-Luzern         | 08'969    | 0'640     | 49,23 %    | 0/9         |
| 05.                | Lakers Stäfa             | 09'010    | 0'600     | 30,00 %    | 0/9         |
| 03.                | HSC Suhr Aarau           | 08'636    | 0'575     | 28,75 %    | 0/9         |
| 08.                | BSV Bern Muri            | 05'730    | 0'382     | 25,47 %    | 0/9         |
| 09.                | GC Amicitia Zürich       | 04'120    | 0'294     | 11,76 %    | 0/9         |
| 10.                | TSV Fortitudo Gossau     | 04'227    | 0'281     | 33,06 %    | 0/9         |
| Gesamt             | Gesamt                   | 101'888   | 0'657     | 31,97 %    | 0/90        |
| Stand: 1. Mai 2015 |                          |           |           |            |             |

## Abstiegsrunde

### Rangliste
| Pl. |  | Verein               | Sp. | S  | U | N  | Tore      | Diff. | Punkte  |
| --- |  | -------------------- | --- | -- | - | -- | --------- | ----- | ------- |
| 1.  |  | BSV Bern Muri        | 30  | 15 | 3 | 12 | 0812:8010 | +11   | 033:270 |
| 2.  |  | TSV Fortitudo Gossau | 30  | 9  | 3 | 18 | 0769:8300 | −61   | 021:390 |
| 3.  |  | Lakers Stäfa         | 30  | 8  | 3 | 19 | 0754:8460 | −92   | 019:410 |
| 4.  |  | HSC Suhr Aarau       | 30  | 6  | 6 | 18 | 0746:8250 | −79   | 018:420 |

Stand: 6. Mai 2015
| Zum Saisonende 2014/15: |                                                |
|                         |                                                |
|                         | Saison beendet                                 |
|                         | Auf-/Abstiegsrunde                             |
|                         | Direkter Abstieg in die Nationalliga B 2015/16 |

## Finalrunde

### Rangliste
| Pl. |  | Verein                             | Sp. | S  | U | N  | Tore      | Diff. | Punkte  |
| --- |  | ---------------------------------- | --- | -- | - | -- | --------- | ----- | ------- |
| 1.  |  | Pfadi Winterthur                   | 28  | 23 | 0 | 5  | 0804:6620 | +142  | 046:100 |
| 2.  |  | Wacker Thun                        | 28  | 19 | 3 | 6  | 0788:6810 | +107  | 041:150 |
| 3.  |  | Kadetten Schaffhausen (M) (C) (SC) | 28  | 16 | 0 | 12 | 0794:7260 | +68   | 032:240 |
| 4.  |  | TSV St. Otmar St. Gallen           | 28  | 13 | 3 | 12 | 0739:7200 | +19   | 029:270 |
| 5.  |  | HC Kriens-Luzern                   | 28  | 14 | 1 | 13 | 0736:7360 | ±0    | 029:270 |
| 6.  |  | GC Amicitia Zürich                 | 28  | 10 | 0 | 18 | 0688:8030 | −115  | 020:360 |

Stand: 6. Mai 2015
| Zum Finalrundenende 2014/15: |                               |
|                              |                               |
|                              | Qualifiziert für die Playoffs |
|                              | Saison beendet                |

## Auf-/Abstiegsrunde
Das Hinspiel fand am 6. Mai, das Rückspiel am 13. Mai 2015 statt.
|              | Gesamt |             | Hinspiel | Rückspiel |
| ------------ | ------ | ----------- | -------- | --------- |
| Lakers Stäfa | 52:49  | TV Endingen | 28:30    | 24:19     |

| 6. Mai 2015 20:00 Uhr | TV Endingen             | 30 : 28      | Lakers Stäfa           | Tägerhard, Wettingen Zuschauer: 1600 Schiedsrichter: Bär, Süess |
| 6. Mai 2015 20:00 Uhr | meiste Tore: Sudzum (9) | (16 : 14)    | meiste Tore: Maros (7) | Tägerhard, Wettingen Zuschauer: 1600 Schiedsrichter: Bär, Süess |
| 6. Mai 2015 20:00 Uhr | Strafen: 3× 8×          | Spielbericht | Strafen: 3× 5×         | Tägerhard, Wettingen Zuschauer: 1600 Schiedsrichter: Bär, Süess |

| 13. Mai 2015 19:30 Uhr | Lakers Stäfa             | 24 : 19      | TV Endingen              | Frohberg, Stäfa Zuschauer: 1400 Schiedsrichter: Baumann, Cristallo |
| 13. Mai 2015 19:30 Uhr | meiste Tore: Milicic (8) | (14 : 7)     | meiste Tore: Leitner (6) | Frohberg, Stäfa Zuschauer: 1400 Schiedsrichter: Baumann, Cristallo |
| 13. Mai 2015 19:30 Uhr | Strafen: 3× 5× 1×        | Spielbericht | Strafen: 3× 4×           | Frohberg, Stäfa Zuschauer: 1400 Schiedsrichter: Baumann, Cristallo |

## Playoffs

### Playoff-Baum
|  | Halbfinal | Halbfinal                | Halbfinal |  |  | Final | Final                    | Final |
|  |           |                          |           |  |  |       |                          |       |
|  |           |                          |           |  |  |       |                          |       |
|  | 1         | Pfadi Winterthur         | 2         |  |  |       |                          |       |
|  | 4         | TSV St. Otmar St. Gallen | 3         |  |  |       |                          |       |
|  |           |                          |           |  |  | 4     | TSV St. Otmar St. Gallen | 0     |
|  |           |                          |           |  |  | 3     | Kadetten Schaffhausen    | 3     |
|  | 2         | Wacker Thun              | 0         |  |  |       |                          |       |
|  | 3         | Kadetten Schaffhausen    | 3         |  |  |       |                          |       |
|  |           |                          |           |  |  |       |                          |       |

### Halbfinal
Die Halbfinalserien fanden vom 6. bis zum 19. Mai 2015 statt.
|                  |   |                          | Serie | 1     | 2     | 3     | 4     | 5     | [HR]  | [FR]  |
| ---------------- | - | ------------------------ | ----- | ----- | ----- | ----- | ----- | ----- | ----- | ----- |
| Pfadi Winterthur | – | TSV St. Otmar St. Gallen | 2:3   | 28:16 | 21:27 | 25:20 | 16:25 | 22:37 | [1:1] | [2:0] |
| Wacker Thun      | – | Kadetten Schaffhausen    | 0:3   | 24:29 | 19:27 | 28:30 | –     | –     | [2:0] | [2:0] |

HR = Hauptrunde, FR = Finalrunde

### Final
| 21. Mai 2015 19:30 Uhr | Kadetten Schaffhausen    | 31:13        | TSV St. Otmar St. Gallen        | BBC-Arena, Schaffhausen Zuschauer: 1450 Schiedsrichter: Boskosi, Stalder |
| 21. Mai 2015 19:30 Uhr | meiste Tore: Csaszar (6) | (16:9)       | meiste Tore: Banic, Brücker (3) | BBC-Arena, Schaffhausen Zuschauer: 1450 Schiedsrichter: Boskosi, Stalder |
| 21. Mai 2015 19:30 Uhr | Strafen: 2× 4×           | Spielbericht | Strafen: 3× 4×                  | BBC-Arena, Schaffhausen Zuschauer: 1450 Schiedsrichter: Boskosi, Stalder |

| 23. Mai 2015 17:30 Uhr | TSV St. Otmar St. Gallen | 25:26        | Kadetten Schaffhausen              | Sportanlage Kreuzbleiche, St. Gallen Zuschauer: 1400 Schiedsrichter: Baumann, Cristallo |
| 23. Mai 2015 17:30 Uhr | meiste Tore: Babak (8)   | (16:13)      | meiste Tore: Csaszar, Graubner (4) | Sportanlage Kreuzbleiche, St. Gallen Zuschauer: 1400 Schiedsrichter: Baumann, Cristallo |
| 23. Mai 2015 17:30 Uhr | Strafen: 3× 5×           | Spielbericht | Strafen: 2×                        | Sportanlage Kreuzbleiche, St. Gallen Zuschauer: 1400 Schiedsrichter: Baumann, Cristallo |

| 26. Mai 2015 19:30 Uhr | Kadetten Schaffhausen       | 37:22        | TSV St. Otmar St. Gallen          | BBC-Arena, Schaffhausen Zuschauer: 2130 Schiedsrichter: Meyer, Buache |
| 26. Mai 2015 19:30 Uhr | meiste Tore: Stojanović (6) | (18:13)      | meiste Tore: Babak, Szymanski (6) | BBC-Arena, Schaffhausen Zuschauer: 2130 Schiedsrichter: Meyer, Buache |
| 26. Mai 2015 19:30 Uhr | Strafen: 3×                 | Spielbericht | Strafen: 3× 2×                    | BBC-Arena, Schaffhausen Zuschauer: 2130 Schiedsrichter: Meyer, Buache |

### Meistermannschaft der Kadetten Schaffhausen
| Schweizer Meister Kadetten Schaffhausen | Torhüter: Nikola Portner, Nenad Puljezevic, Jonas Maier Flügel links: Manuel Liniger, Leszek Starczan Flügel rechts: Nikola Cvijetic, Markus Richwien Rückraum links: David Graubner, Marko Mamic, Ruben Schelbert, Albin Alili Rückraum mitte: Peter Kukucka, Andrija Pendic, Gábor Császár, Sergio Muggli Rückraum rechts: Dimitrij Küttel, Aleksandar Stojanović, Rares Jurca Kreisläufer: Benjamin Geisser, Anton Månsson, Lucas Meister Cheftrainer: Markus Bauer, Assistenztrainer: Markus Krauthoff |

## Spielstätten
Die Spielstätten sind nach Kapazität der Stadien geordnet.
| Verein                   | Stadion                  | Kapazität |
| ------------------------ | ------------------------ | --------- |
| TSV St. Otmar St. Gallen | Sportanlage Kreuzbleiche | 3500      |
| Kadetten Schaffhausen    | BBC-Arena                | 3400      |
| GC Amicitia Zürich       | Saalsporthalle           | 2500      |
| Pfadi Winterthur         | Eulachhalle              | 2300      |
| Wacker Thun              | Sporthalle Lachen        | 2000      |
| Lakers Stäfa             | Halle für alle           | 2000      |
| HSC Suhr Aarau           | Sporthalle Schachen      | 2000      |
| BSV Bern Muri            | Sporthalle Moos Gümligen | 1500      |
| HC Kriens-Luzern         | Krauerhalle              | 1300      |
| TSV Fortitudo Gossau     | Oberbüren Thurzelg       | 0850      |